# Jennifer Onasanya
Jennifer Onasanya (Leiden, 18 februari 1994) is een Oostenrijks bobsleeër en voormalig atleet.
Sinds 2016 komt Onasanya uit voor Oostenrijk, omdat er voor het Nederlands nationaal team geen financiering meer was. Uiteindelijk levert ze ook haar Nederlands paspoort in om onder de Oostenrijkse nationaliteit verder te gaan. Sinds 16 december 2020 is zij Oostenrijkse.
Voordat Onasanya met bobsleeën begon, deed ze in atletiek aan speerwerpen. Maar omdat ze door een enkelblessure niet meer op hoog niveau atletiek kon beoefenen, stapte ze over naar het Nederlandse nationale bobslee-team.
In de tweemansbob werd ze in 2017 derde op de Europese kampioenschappen, en behaalde brons met Christina Hengster. In 2019 behaalde ze weer brons met Katrin Beierl.
Op de wereldbeker bobsleeën 2020/2021 werd ze tweede in de eerste race van het seizoen, samen met Beierl. Ze wonnen uiteindelijk ook het klassement.
- World Athletics: 14487603